# Place Amerikís
 (signalé en mai 2025).
Si vous disposez d'ouvrages ou d'articles de référence ou si vous connaissez des sites web de qualité traitant du thème abordé ici, merci de compléter l'article en donnant les références utiles à sa vérifiabilité et en les liant à la section « Notes et références ».
- Archive Wikiwix
- Bing
- Cairn
- DuckDuckGo
- E. Universalis
- Gallica
- Google
- G. Books
- G. News
- G. Scholar
- Persée
- Qwant
- (zh) Baidu
- (ru) Yandex
- (wd) trouver des œuvres sur Wikidata

La place Amerikís, en grec moderne : Πλατεία Αμερικής / Platía Amerikís, littéralement en français : place d'Amérique, auparavant appelée place Agámon (πλατεία Αγάμων / Platía Agámon), est une grande place d'Athènes en Grèce qui donne son nom au quartier du même nom, qui la borde. 
Elle est située sur le côté ouest de la rue Patissíon et à peu près à mi-chemin de la longueur de la rue. Elle se trouve à deux kilomètres de la place Omónia et à 2,5 km de l'extrémité de la rue Patissíon et de la station Áno Patíssia sur la ligne 1 du métro d'Athènes. Autour de la place et à l'ouest de la rue Patissíon s'est développé le quartier homonyme d'Athènes, qui borde le quartier de Káto Patíssia au nord et à l'est, Ágios Pandeleímonas au sud et Kypséli à l'est. La rue Patissíon sépare le quartier de Kypséli du quartier de la place Amerikís. 